# Florian Trèves
Florian Trèves (* 6. April 1966) ist ein ehemaliger französischer Skispringer.

## Werdegang
Sein internationales Debüt gab Trèves im Rahmen der Vierschanzentournee 1985/86. Dabei gab er beim Auftaktspringen am 30. Dezember 1985 sein Debüt im Skisprung-Weltcup. Trèves sprang bei drei der vier Springen, kam aber nicht über Rang 82 hinaus. In der Gesamtwertung belegte er am Ende der Tournee den 92. Platz.
Bei der Nordischen Skiweltmeisterschaft 1987 in Oberstdorf trat Trèves im Springen von der Normalschanze an. Mit Sprüngen auf 75 und 78 Metern erreichte er den 62. Platz. Bei der folgenden Vierschanzentournee 1987/88 ging Trèves nur in Österreich an den Start. Nachdem er sich aber erneut nicht in der Spitze des Feldes platzieren konnte und erneut nur jenseits des 100. Platzes landete, beendete er die Tournee nur auf Rang 129 der Gesamtwertung.
Bei seiner letzten Vierschanzentournee 1988/89 gelang ihm eine deutliche Steigerung. So gelang ihm auf der Paul-Außerleitner-Schanze in Bischofshofen mit dem 44. Platz seine beste Einzelplatzierung. In der Gesamtwertung belegte er Rang 55.
Sein letztes internationales Turnier bestritt Trèves bei der Nordischen Skiweltmeisterschaft 1989 in Lahti. Nachdem er von der Großschanze mit 85 und 71 Metern auf Platz 69 sprang, erreichte er von der Normalschanze der 49. Platz. Im Teamspringen ging keine französische Mannschaft an den Start.

## Erfolge

### Vierschanzentournee-Platzierungen
| Saison  | Platz | Punkte |
| ------- | ----- | ------ |
| 1985/86 | 092.  | 706,1  |
| 1987/88 | 129.  | 802,7  |
| 1988/89 | 055.  | 586,3  |